# Cándido García
Cándido Carlos García (Buenos Aires, 2 dicembre 1895 – Buenos Aires, 22 aprile 1971) è stato un calciatore argentino, di ruolo centrocampista.

## Caratteristiche tecniche
Giocava come centromediano.

## Palmarès

### Club

#### Competizioni nazionali
- Copa de Competencia Jockey Club: 1

River Plate: 1914

#### Competizioni internazionali
- Tie Cup: 1

River Plate: 1914